# Thomas Kausch

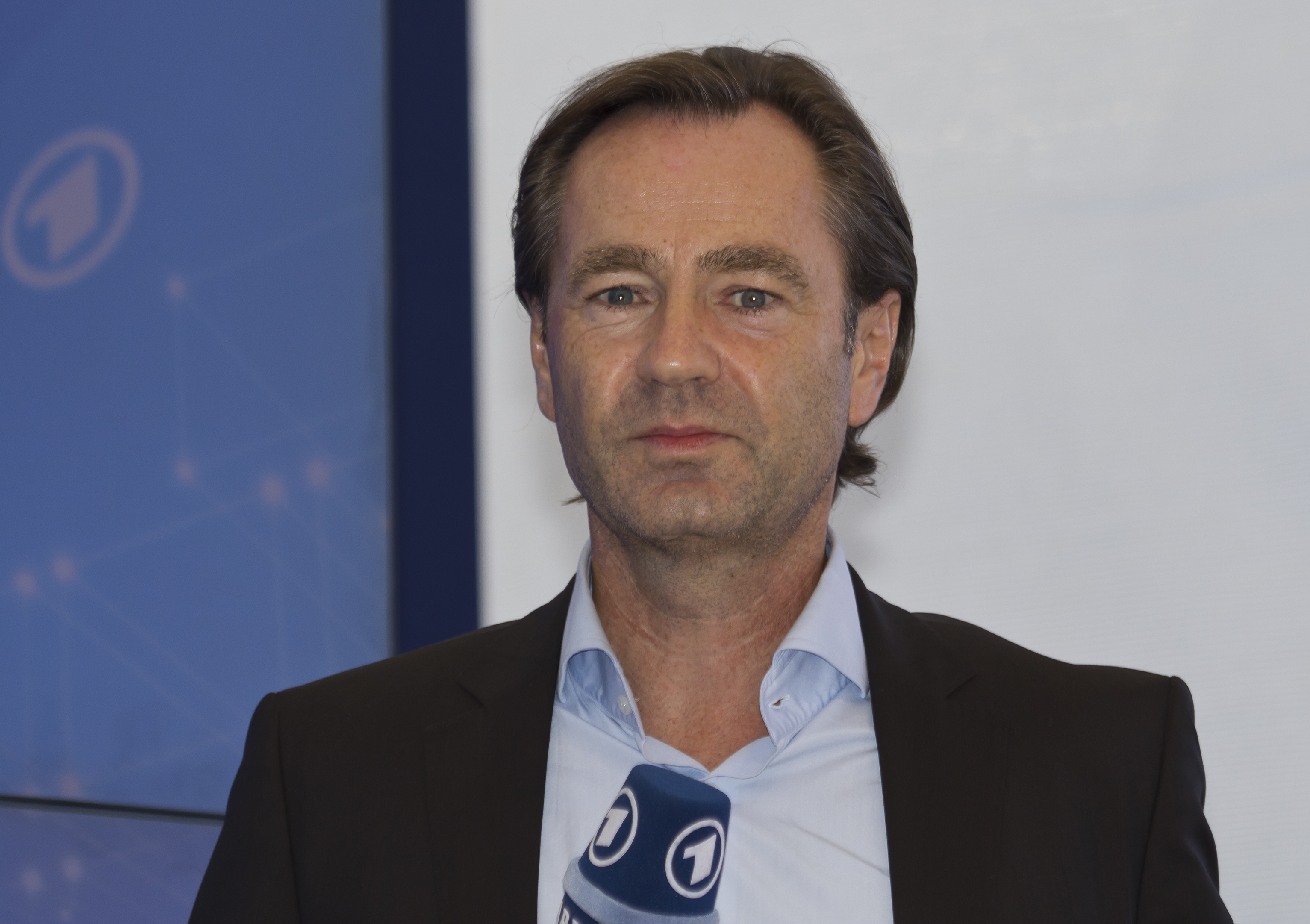
Thomas Kausch 2013

Thomas Kausch (geboren 23 januari 1963 in Werne) is een Duitse journalist en tv-presentator.

## Leven
Tijdens zijn studie politicologie, Engels en Duits aan de Universiteit van Münster, werkte hij voor de dpa en de WDR. Daarna werkte hij tien jaar als verslaggever in het buitenland voor de televisiezenders ZDF en ARD, waarvan drie jaar in New York. Als correspondent voor Zuidoost-Europa was Wenen voor drie jaar zijn standplaats. Daarnaast verzorgde hij voor het ZDF de berichtgeving over de vele oorlogen en crisisgebieden op de Balkan, in Afrika, Azië en het Midden-Oosten.
Van 2001 tot 2004 was hij nieuwslezer van het ZDF-journaal heute nacht. Van 2004 tot 2007 was Kausch nieuwspresentator en hoofd voorlichting van de Duitse commerciële televisiezender Sat.1. Kausch was ook een van de vier presentatoren van het tv-debat tussen Gerhard Schröder en Angela Merkel voor de Duitse Bondsdagverkiezingen in 2005. Vanaf 2007 presenteert Kausch de sociaal-politieke thema-avonden op de cultuurtelevisiezender Arte en vanaf 2008 ook het programma FACT van de Duitse televisiezender Das Erste. Vanaf 2011 is hij tevens de belangrijkste presentator van de NDR, de openbare omroep van de Noord-Duitse deelstaten.
Op 1 februari 2010, toen Barack Obama één jaar president van de Verenigde Staten was, publiceerde hij het boek Dear Americans, waarin hij wees op het voortbestaan onder Obama van de sociaal-economische tweedeling in de Verenigde Staten.
Kausch is getrouwd met de kunstfotografe Kiki Kausch en heeft een dochter.
- Gemeinsame Normdatei: 140263837
- International Standard Name Identifier: 0000 0000 7577 7851
- Virtual International Authority File: 103799518
- WorldCat: E39PBJptXqhRyXFg3XMXvjbDbd